# اندیس پیزوکی (بزمان)
پیزوکی (بزمان) یک اندیس فلزی است که در حوالی شهر مکسان استان سیستان و بلوچستان قرار دارد و مادهٔ معدنی موجود در آن، مس است.  